# Анабел Абс
Анабел Абс (на английски: Annabel Abbs) е английска журналистка и писателка на произведения в жанра драма, любовен роман и документалистика.

## Биография и творчество
Анабел Абс е родена на 20 октомври 1964 г. в Бристъл, Англия. Тя е най-голямата от трите деца на поета и академик, професор Питър Абс, и писателката на книги за градинарство Барбара Абс. Израства в Бристъл, Херефорд, Дорсет, Уелс и Луис в Източен Съсекс. В ранното си детство има домашно обучение в отдалечено уелско село, където семейството ѝ живее без кола, телефон и телевизор, а после учи в средното училище в Луис. Получава бакалавърска степен по английска филология от Университета на Източна Англия, както и магистърска степен от университета „Кингстън“.
След дипломирането си ръководи голяма маркетингова агенция. Заедно с работата си започва да пише разкази приети блогосклонно от критиката.
Първият ѝ роман „Танцьорката от Париж“ е издаден през 2016 г. Той представя измислената история на Лучия Джойс, дъщеря на писателя Джеймс Джойс, която намира призвание в модерния танц, ставайки една от най-аплодираните танцьорки в Париж, история на една млада жена в търсене на свобода и любов. Романът печели наградата „Импрес“ за нови писатели, наградата „Спотлайт“ за най-добър първи роман, наградата на Каледония и наградата „Waverton“.
През 2018 г. е издаден вторият ѝ роман „Истинската лейди Чатърли“. Той представя измислена история за германската аристократка Фрида фон Рихтхофен, съпруга на британския филолог Ърнест Уикли, която напуска съпруга и трите си деца, и се свързва с писателя Дейвид Хърбърт Лорънс, ставайки вдъхновение за много от женските му персонажи, Урсула във „Влюбени жени“ и Кони в „Любовникът на лейди Чатърли“.
Третата ѝ книга „Miss Eliza's English Kitchen“ (Английската кухня на госпожица Елиза) е история за английската писателка на първите готварски книги Елиза Актън.
Първата ѝ документална книга „The Age-Well Project“ (Проектът „Добра възраст“) в съавторство с телевизионната продуцентка Сюзън Сондърс е въз основа на техния блог agewellproject.com, номиниран за наградите за блогове на Великобритания за 2018 г.
Книгага ѝ „Walking the Paths of Trailblazing Women“ (Разхождайки се по пътеките на жените) представя забележителните истории на осем жени пътешественички, които са ходили пеша в диви и често отдалечени места, докато са преосмисляли живота си. Сред тях са Симон дьо Бовоар, Нан Шепърд, Джорджия О‘Киф и Дафни дю Морие.
Пише статии за „The Guardian“, „The Telegraph“, „The Irish Times“, „Tatler“, „The Author“ и др. Участва редовно като лектор на литературни фестивали и провежда майсторски класове за „The Guardian“. Участва като съдия за наградата „Импрес“ през 2017 и 2019 г.
Анабел Абс живее със семейството си в Лондон и Източен Съсекс.

## Произведения

### Самостоятелни романи
- The Joyce Girl (2016)
Танцьорката от Париж, изд.: „Емас“, София (2018), прев. Ирина Иванова
- Frieda (2018)
Истинската лейди Чатърли, изд.: „Емас“, София (2020), прев. Емилия Ничева-Карастойчева
- Miss Eliza's English Kitchen (2021) – издаден и като „The Language of Food“

### Документалистика
- The Age-Well Project (2019) – със Сюзън Сондърс
- Windswept: Walking in the Paths of Trailblazing Women (2021)